# Феномен доби (сходження на Голгофу слави)
«Феномен доби (сходження на Голгофу слави)» — літературна праця Василя Стуса, написана у 1970—1971 роках, що містить аналіз життєвого шляху та творчості Павла Тичини.

## Історія
Праця була написана Василем Стусом у 1970—1972 рр. Пізніше фігурувала як один із доказів його «антирадянської діяльності» під час судового процесу 1972 року. Подальші 20 років була вилучена та перебувала в архівах КДБ.
Перше офіційне видання «Феномен доби (сходження на Голгофу слави)» отримала незабаром після оголошення незалежності України, а саме у 1993 році за сприяння Товариства «Знання» України.

## Структура
Автор почергово аналізує кожну поетичну збірку Павла Тичини в історичному контексті, прослідковує еволюцію поглядів письменника, робить припущення щодо його почуттів.
1. Аналіз збірки Соняшні кларнети» 1917 р. Стус виокремлює вплив української революції на Павла Тичини та їх відображення у творах, акцентує увагу на тогочасному оптимізмі поета.
«„Соняшні кларнети“ — це переважно книга передчуття сподіваного щастя, яке так і не справдилося.»
2. Аналіз збірок «Плуг» та «Замісць сонетів і октав 1920 р. Стус наголошує на тому, як поет відтворює власну дійсність. Тичина пише про жахи революції, приймає її необхідність, але не може змиритись із жорстокістю, що вона за собою несе. Збірка «Плуг» простіша за стилем написання, однак від цього не менш майстерна.
3. Аналіз збірки «У космічному оркестрі» 1921 р. Стус пише про нове сприйняття поетом світу довкола. Людина у його поезії є тепер не самостійна особистість, а частинка «космосу». Тичина примиряється із подіями свого часу, із «народного поета», індивідуаліста перетворюється на того, що служить державі.
4. Аналіз збірки «Вітер з України» 1924 р. Цю і декілька наступних збірок Стус коментує більш активно, особливо виокремлює спроби Тичини утримувати баланс між «поетом народним» та «поетом державним», що, однак, йому так і не вдається. Тичина намагається говорити від імені народу, доки насправді говорить від власного. Врешті-решт, комуністична влада виявляється сильнішою за внутрішнього генія поета.
5. Аналіз збірки «Чернігів» 1931 р. Стус окреслює деградацію творів Тичини, пояснює її причини, однак не виправдовує. У праці наголошено на примиренні поета із режимом, віддаленні від власного народу.
«Народ перестав існувати для Тичини, а Тичина перестав існувати для народу.»
6. Аналіз збірки «Партія веде» 1934 р. Василь Стус наводить назви творів, що промовисто говорять самі за себе. Тичина остаточно перестає представляти справжні інтереси народу і переходить до похвали радянських вождів, ідеології та типових для соцреалізму тем. Стус також відзначає успіх цієї і декількох наступних збірок порівняно з попередніми.
7. Аналіз збірок «Пісня молодості» і «Чуття єдиної родини» 1938 р.  Стус демонструє бажання радянської влади остаточно зректись минулого Тичини. Поет продовжує писати елементарні твори прорадянського змісту, тим самим ворогуючи із власним внутрішнім обдаруванням.
«Поет помер, але Тичина лишився жити і мусив, уже як чиновник, виконувати поетичні функції.» 

## Друге видання
Книга отримала повторне видання у 2015 році. Оформленням цього разу займався видавничий дім «Кліо». Праця була представлена громадським діячем, членом Української Гельсінської Групи, політв'язнем, істориком дисидентського руху Василем Овсієнком у рамках ХХІІ Форуму видавців у Львівському Національному Університеті ім. І. Франка.
«У 70-ті роки ХХ століття мене перевели у 17-й табір у Мордовії, де я познайомився із Василем Стусом, який особисто читав мені свій „Феномен доби (Сходження на Голгофу слави)“. Упродовж двох десятиліть рукопис цієї книги пролежав в архівах КДБ, адже ця літературна праця підривала безпеку „наймогутнішої держави на планеті, найдемократичнішої країни в світі“ — Радянського Союзу. Так і було сказано у вироку Київського обласного суду: ворожа, антирадянська, націоналістична» — Василь Овсієнко про Василя Стуса та його працю під час презентації другого її видання..

## У кінематографі
У 2014 році НТКУ зняла документальний фільм «Василь Стус. Феномен суток».